# John Arnold Cranston
John Arnold Cranston (* 15. August 1891 in Shanghai; † 25. April 1972 in Glasgow) war ein britischer Chemiker.

## Leben
Cranston war der Sohn des Wasserbau-Ingenieurs David Cranston und dessen Ehefrau Marion Auld. Er studierte Chemie an der Universität Glasgow mit dem Bachelor-Abschluss 1912. Danach arbeitete er mit Frederick Soddy in Glasgow, bis dieser 1914 nach Aberdeen ging. Dabei entdeckte er auch unabhängig von Otto Hahn und Lise Meitner mit Soddy Protactinium. Soddy machte darüber 1918 eine Mitteilung mit Cranston. Die Arbeit von Cranston blieb zunächst unveröffentlicht, da dieser 1915 Soldat im Ersten Weltkrieg wurde. 1921 entstand daraus in Glasgow seine Dissertation (An investigation of some connecting links in the disintegration series of uranium and thorium). 1919 wurde er Lecturer am  Royal College of Science and Technology  (der heutigen University of Strathclyde). 1957 ging er in den Ruhestand. 1966 wurde er zum Fellow der Royal Society of Edinburgh gewählt.
Er befasste sich in den 1930er Jahren weiter mit radioaktiven Isotopen und später mit Elektrochemie. 1963 erhielt er einen Ehrendoktor (L.L.D.).
Cranston war verheiratet mit Helen Paton Scott, mit der er fünf Kinder hatte.

## Schriften
- The structure of matter. 1924.
- Rational approach to chemical principles. 1947.